# Vähä Haapajärvi
Vähä Haapajärvi är en sjö i kommunen Etseri i landskapet Södra Österbotten i Finland. Sjön ligger 132,2 meter över havet. Den är 5,8 meter djup. Arean är 1,4 kvadratkilometer och strandlinjen är 13,92 kilometer lång. Sjön  ingår i Kumo älvs huvudavrinningsområde.   Den ligger omkring 65 kilometer sydöst om Seinäjoki och omkring 260 kilometer norr om Helsingfors. 
I sjön finns öarna Honkisaari och Haapasaari. 